# Archive 81
Pour les articles homonymes, voir Archive.
Archive 81 est un feuilleton télévisé américain de genre suspense à tendance épouvante, inspiré du podcast du même nom, diffusée en streaming dès le 14 janvier 2022 sur la plateforme de vidéo à la demande Netflix.
La série emprunte des codes à l'horreur analogique.
Menée par la productrice et showrunneuse Rebecca Sonnenshine, scénarisée par Paul Harris Boardman (en) et coproduite par Boardman et James Wan, cette série met en vedette les comédiens Mamoudou Athie et Dina Shihabi, dans les rôles principaux.

## Synopsis
En découvrant le travail de Melody Pendras, une étudiante et documentaliste qui se renseignait sur les habitants d'un immeuble new-yorkais, Dan Turner comprend que la jeune femme était en fait prise au piège d'une dangereuse secte et que sa famille était liée à cet étrange bâtiment.

## Distribution
- Mamoudou Athie (VF : Pascal Grull) : Dan Turner
- Dina Shihabi (VF : Laure Filiu) : Melody Pendras
- Martin Donovan (VF : Nicolas Marié) : Virgil Davenport
- Matt McGorry (VF : Jérémie Bédrune) : Mark
- Julia Chan (VF : Marie Bouvet) : Anabelle
- Evan Jonigkeit (VF : Julien Allouf) : Samuel
- Ariana Neal (VF : Cerise Calixte) : Jess
- Daniel Johnson : Visser Tenant
- Georgina Haig : Iris Vos
- Kristin Griffith : Cassandra Wall
- Sol Miranda : Beatriz Reyes
- Jacqueline Antaramian : Bobbi
- Kate Eastman (VF : Charlotte Correa) : Tamara Stefano
- Kristin Griffith (VF : Marie-Frédérique Habert) : Cassandra Wall
- Charlie Hudson III (VF : Mike Fédée) : Steven Turner
- Eden Marryshow (VF : Cédric Dumond) : John Smith
- Martin Sola : Father Russo

- Version française, dirigée par Julien Kramer chez Lylo Media Group.

## Épisodes
1. Mystérieux signaux (Mystery Signals)
2. Wellspring (Wellspring)
3. Les Allées de la terreur (Terror in the Aisles)
4. Récepteurs d'esprits (Spirit Receivers)
5. De l'autre côté du miroir (Throught the Looking Glass)
6. Le Cercle (The Circle)
7. Le Passeur (The Ferryman)
8. L'Autre monde (What Lies Beneath)

## Production

### Développement
Le 26 octobre 2020, Rebecca Sonnenshine est annoncée en tant productrice exécutive et showrunneuse d'une série télévisée d'horreur, inspirée du podcast Archive 81, destinée à être diffusée sur les plateformes de vidéo à la demande Netflix et Atomic Monster. Paul Harris Boardman en est le scénariste et producteur exécutif ; James Wan le producteur exécutif.
Le 5 janvier 2022, Michael Clear, Rebecca Thomas et Antoine Douaihy sont annoncés comme producteurs exécutifs de la série.
Le 24 mars 2022, Netflix a décidé de ne pas poursuivre la production d'une deuxième saison.

### Distribution des rôles
Dès octobre 2020, Mamoudou Athie et Dina Shihabi sont annoncés comme faisant partie de la distribution.
En novembre de la même année, Martin Donovan, Matt McGorry, Julia Chan, Evan Jonigkeit et Ariana Neal rejoignent le casting initial.

### Tournage
Le tournage débute le 16 novembre 2020, à Pittsburgh, en Pennsylvanie, et se termine le 29 mars 2021. Rebecca Thomas (en) réalise la moitié des épisodes de la série,.

## Diffusion
Archive 81 est diffusé dès le 14 janvier 2022, sur Netflix.

## Réception
Le site Rotten Tomatoes dénombre un taux d'approbation de 92%, avec une note moyenne de 7,1 sur 10, basée sur douze critiques. Metacritic, qui utilise une moyenne pondérée, attribue une note de 72 sur 100, sur la base de neuf critiques, indiquant des critiques généralement favorables.